# Аврора (Дісней)
Принцеса Аврора (англ. Princess Aurora) — центральна героїня повнометражного мультиплікаційного фільму 1959 года «Спляча красуня», знятого студією «Walt Disney Productions» по мотивам казки однойменної казки французького письменника та поета Шарля Перро, а також одна з головних героїнь ігрового фільму 2014 року «Малефісента», також знятого студією Disney. В першому мультфільмі Аврора була озвученою американською актрисою та співачкою Мері Костой. Пізніше її озвучували актриси Ерін Торпей (Йди за мрією), Дженніфер Хейл (Мишиний дім, Kingdom Hearts та ін.) и Кейт Хіггінс (Софія Прекрасна, 2013 — наш  час). В фільмі «Малефісента» роль Аврори була викона американською актрисою Эль Феннінг.
Створена Волтом Діснеєм принцеса Аврора була анімована Марком Девісом [⇨]. Як показано в мультфільмі «Спляча красуня», Аврора - принцеса вигаданого королівства і єдина дочка короля Стефана і королеви Лії, при народженні проклята злою феєю Малефісент, яка передбачила Аврорі в день її шістнадцятиріччя вколоти палець об веретено і померти. Але закляття лиходійки було пом'якшено однієї з трьох добрих фей, Мерівезой: Аврора не вмре, а засне на сотню років. Згодом, Аврора всі шістнадцять років свого життя проживає в лісовому будиночку по контролем трьох фей, що ховають її від Малефісент і її закляття, не підозрюючи про своє походження і мріючи знайти свою справжню любов.
Аврора також є третьою офіційною принцесою Діснея і третьої з них по старшинству (разом з Жасмин і Аріель ) : їй 16 років. В Ever After High у Сплячої Красуні є дочка - Брайер Б'юті

## Створення персонажа

### Дизайн
Провідним аніматором для принцеси Аврори виступив Марк Девіс. Оригінальний дизайн героїні був створений і розроблений стилістом Томом Орів, який засновував її пози на елегантності і стрункості актриси Одрі Хепберн. Працював разом з Орів Марк Девіс пізніше злегка пропрацював ескізи, створені Орів, доопрацювавши зовнішність і одяг Аврори так, щоб вони поєднувалися з незграбними формами фонових зображень.
Сам Волт Дісней хотів, щоб аніматори прагнули зробити персонажів в «Сплячій красуні» «настільки природними, наскільки це можливо, у плоті і крові». Тому були найняті актори, яких використовували як опор для аніматорів при анімації персонажів. Живий моделлю Аврори стала танцівниця і актриса Хелен Стенлі, яка вже працювала на цій «посаді», виконуючи роль Попелюшки в однойменному мультфільмі 1950 року.

### Озвучення
Проби на роль Аврори тривали протягом трьох років, через що проект міг бути незабаром відкладений. Однак, незабаром на роль героїні була обрана оперна співачка і актриса Мері Коста. Одного разу агент Кости попросив її познайомитися зі своїм знайомим режисером Френком Ташліном (який згодом став її чоловіком). Актриса погодилася і незабаром зустрілася з режисером, а два тижні після їхнього знайомства Ташлін запросив Мері Косту на звану вечерю. Там молода співачка познайомилася з композитором Волтером Шуманном, який запропонував їй пройти прослуховування на роль принцеси Аврори для «Сплячої красуні».
Сама актриса особисто не зустрічала Волта Діснея, оскільки він боявся вплинути на її індивідуальність. Побачиться з ним Мері Кості вдалося тільки через три роки після випуску мультфільму.
З озвучуванням Аврори у співачки також почалися проблеми: оскільки Мері Коста була родом з півдня, вона розмовляла з відповідним акцентом, а їй доводилося говорити майже по-британським, тому від південного акценту потрібно було позбавлятися.
В українській версії мультфільму Аврора була озвучена Оленою Узлюк

## Поява

### Спляча красуня
Аврора народилася в сім'ї короля Стефана і королеви Лії, але при народженні її прокляла зла чаклунка Малефісента: в день свого шістнадцятиріччя вона помре, вколовши палець об веретено прядки. Однак фея Мерівеза зуміла змінити закляття чаклунки: принцеса не вмре, а засне, і розбудить її поцілунок істинної любові. Але щоб краще вберегти малечу від підступів злої чаклунки, феї перетворюються на селянок і забирають її з палацу. Проходить шістнадцять років. Аврора живе разом з трьома добрими феями під ім'ям Дика Роза (англ. Briar Rose). У день її шістнадцятиріччя «тітоньки» посилають дівчину в ліс за ягодами, а самі готуються до свята. У лісі Дика Роза (Аврора) зустрічає прекрасного юнака, в якого закохується з першого погляду, не здогадуючись, що він принц Філліп, з якому вона заручена з самого народження. Вони домовляються зустрітися в хатині дроворуба тим же вечором.
Повернувшись додому, дівчина дізнається, що вона принцеса і єдина дочка короля Стефана, і тепер не зможе побачити свого коханого. Того ж вечора вона з флори, фауни і Мерівезой потайки повертаються до палацу. Однак про це дізнається Малефісент і теж пробирається в замок. Чаклунка гіпнотизує принцесу і, заманивши її в стару комірчину, перетворює себе на прядку, змушуючи Аврору торкнутися веретена. Феї знаходять принцесу і відносять її в найвищу вежу замку. Потім вони присипляють весь замок і одночасно дізнаються, що принц Філіп і коханий Рози один і той же чоловік. Вони повертаються в лісовій котедж, але там виявляють, що принца схопила Малефісент. Вони пробираються в її притулок у заборонених горах і звільняють Філліпа, даруючи йому чарівні меч і щит, якими він перемагає Малефісент, яка перетворилася на дракона. Потім він цілує Аврору, і вона прокидається від зачарованого сну.

### Іди за мрією
У цьому мультфільмі Аврора з'являється в першій історії «Ключі від королівства». Королі Стефан і Х'юберт, королева Лія і принц Філліп виїхали на два дні, залишивши Аврору управляти королівством. Флора, Фауна і Мерівеза пропонують їй свою допомогу, але принцеса відмовляється, вважаючи що сама впорається. Однак Мерівеза на всякий випадок віддає їй свою паличку, попереджаючи бути з нею обережніше. Весь день Аврора керує роботою слуг, організацією бенкетів і вирішенням проблем селян. Тим же ввечері перед сном дівчина вирішує за допомогою магії зробити собі бальну сукню. На наступний день вона вирішує, що занадто багато сил йде на роботу по королівству, і вирішує скористатися чарівною паличкою, щоб допомогти фермеру. Але недосвідченість Аврори в магії призводить до кумедних наслідків: появі гігантських курей, зелених свиней і перетворенню фермера в качку. Побачивши, що рішення використовувати чарівну паличку було помилкою, Аврора розуміє, що потрібно зробити, щоб самій вирішити всі свої проблеми. У цьому мультфільмі її озвучує Ерін Торп.

### Мишиний дім
Аврора з'являється в мультсеріалі «Мишиний дім» як запрошена гостя. Тут вона відіграє другорядну і незначну роль. Озвучує її  Дженніфер Хейл

### Якось у казці

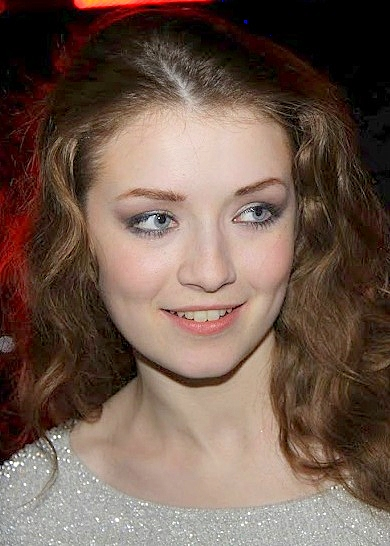
Сара Болджер, виконавиця ролі Аврори в американському серіалі «Якось у казці »

В американському серіалі «Якось у казці» Аврора з'являється як другорядний персонаж. У серіалі її грає актриса Сара Болджер.

### Софія Прекрасна (2012)
«Софія Прекрасна (мультсеріал)» Аврора з'являється як запрошений персонаж у мультсеріалі «Софія Прекрасна».

### Чаклунка (2014)
У фільмі Аврора зображена милою дівчиною, що навіть не підозрює про небезпеку, яка має спіткати її на шістнадцятиріччя. Акцент у стрічці протягом всього фільму стоїть на чаклунці Малефісенті. Аврора своєю допитливістю і відкритістю завойовує симпатію чаклунки, яка опісля спокутує свою провину і будить Аврору поцілунком.

### Телебачення
Аврора з'являється як один з персонажів у спеціальному телевипуску під назвою «DTV Valentine», випущеному на американському каналі Disney в 1986 році. Озвучує її Мері Коста (архівні записи)

### Kingdom Hearts і інші відеоігри
Аврора (яп. オ ー ロ ラ, Aurora) також з'являється в серії ігор Kingdom Hearts. У першій грі серії вона з'являється як одна із захоплених Малефісент Принцес Сердець. Пізніше вона з'являється в грі Kingdom Hearts Birth by Sleep у всесвіті під назвою «Зачаровані королівство». У японській версії гри її озвучує сейю Маюми Судзукі, в американській версії - Дженніфер Гейл.
Аврора також з'являється як героїня у багатьох відеоіграх студії Disney, таких як: Disney Princess: Royal Adventure, Disney Princess: Magical Jewels, Kinect Disneyland Adventures, Epic Mickey: Power of Illusion, і в інших.

## Признання торгової марки
Компанія Walt Disney подала 13 березня 2007 заявку в Бюро з реєстрації патентів і торгових марок про визнання імені «Принцеса Аврора» торговою маркою, яка охоплюватиме ігрове та анімаційне кіно, телебачення, радіо, естрадні номери, комп'ютерні програми, інтернет, новини, розваги та фотографії. Виняток становитимуть художні літературні твори і публіцистика. Це викликало суперечки, оскільки «Принцеса Аврора» - ім'я головної героїні в балеті «Спляча красуня», звідки Дісней взяв його і частина музики для своїх анімаційних фільмів. Цей балет продовжує здійсняться на сцені і демонстріроватся на телебаченні, а відеозаписи виступів продаються на DVD

## Сприйняття критиками
Починаючи з її першої появи в 1959 році, Аврора отримала різноманітні відгуки, як хороші, так і погані. Журнал Variety похвалив актрису Мері Косту за «дуже багате і виразне» вокальне виконання персонажа, що додає сили її характеру. Роб Берч, редактор новинного сайту «Hollywood News» знайшов Аврору «наївною але гармонійної» героїнею. Бослі Краузер з газети The New York Times, дав кілька змішаний відгук, написавши, що «Аврора занадто схожа на Білосніжку» і те, «що вони могли бути як дві міс Рейнголдс, розділених на три, чотири роки».
Журнал Time Out дав досить негативний відгук про Аврорі, описуючи її «бляклої і нудною принцесою». Журналіст «Entertainment Weekly» Стів Делі охарактеризував Аврору «не такий смішний, як три метушливі старі феї». Однак, незважаючи на велику кількість негативних оглядів, Аврора є другою найпопулярнішою героїнею під маркетингової франшизі принцес Дісней, перед Белль (Красуня і Чудовисько) і за Попелюшкою (Попелюшка).
Також, за озвучку Аврори, Мері Коста в 1999 році отримала нагороду Disney Legends

## Центри розваг «Дісней»
Замок Сплячої красуні є одним з головних атракціонів парку розваг Діснейленд в Каліфорнії і символом всього Діснейленду. Заснований замок в 1955 році. Аналогічні замки існують в Діснейлендах Парижа і Гонконгу.

Восени 2012 Аврора разом з іншими принцесами стала героїнею атракціону Princess Fairytale Hall в парку, в «Чарівному королівстві», яким замінили атракціон Snow White's Scary Adventures, закритого 31 травня 2012.

Замок Сплячої красуні в каліфорнійському Діснейленді в 2005 году.
Замок в гонконзькому Діснейленді.
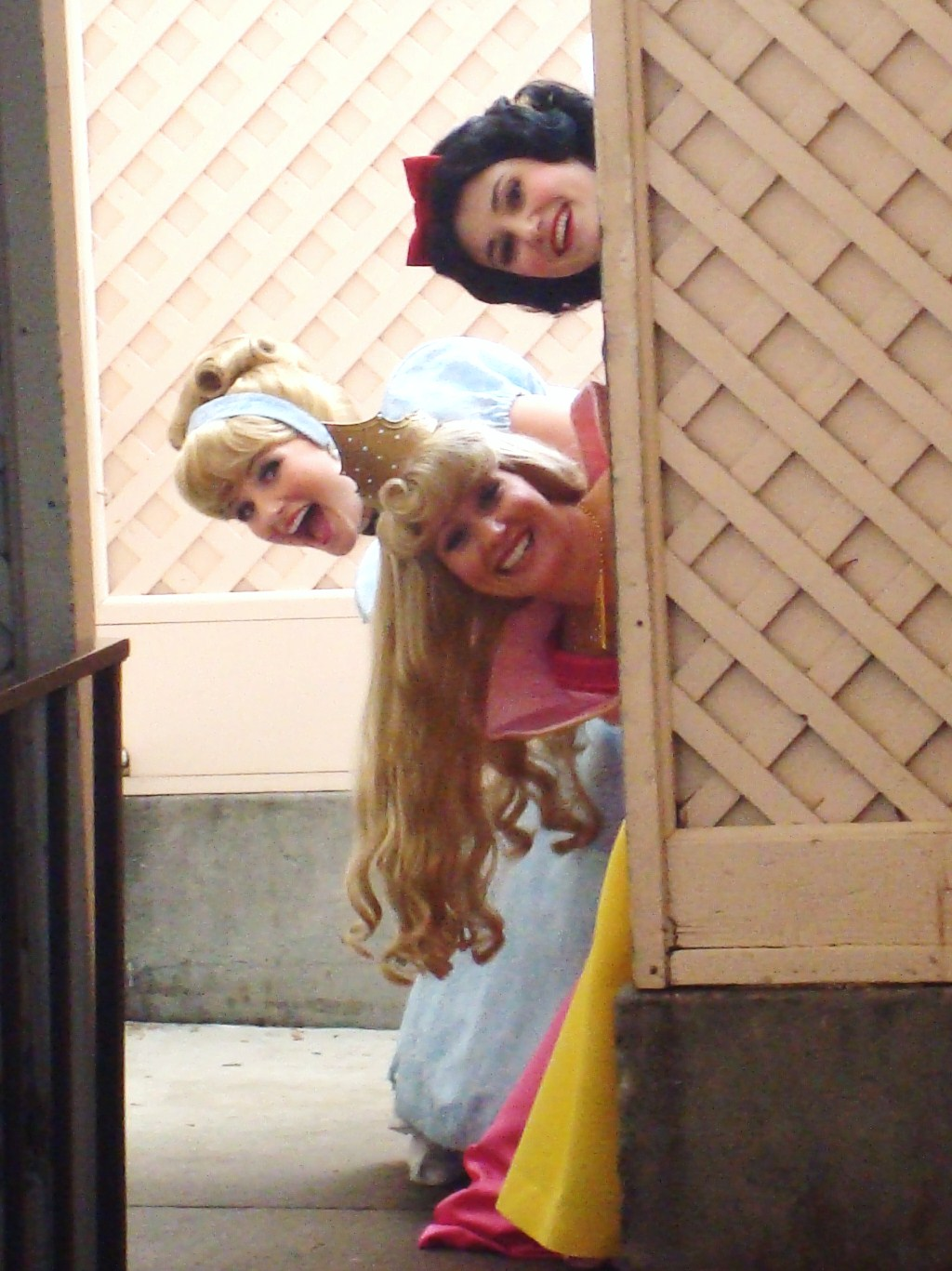
Зверху вниз: Білоснежка, Попелюшка і Аврора в парку розваг Діснейленд у виконанні актрис.